# Eddie Prévost

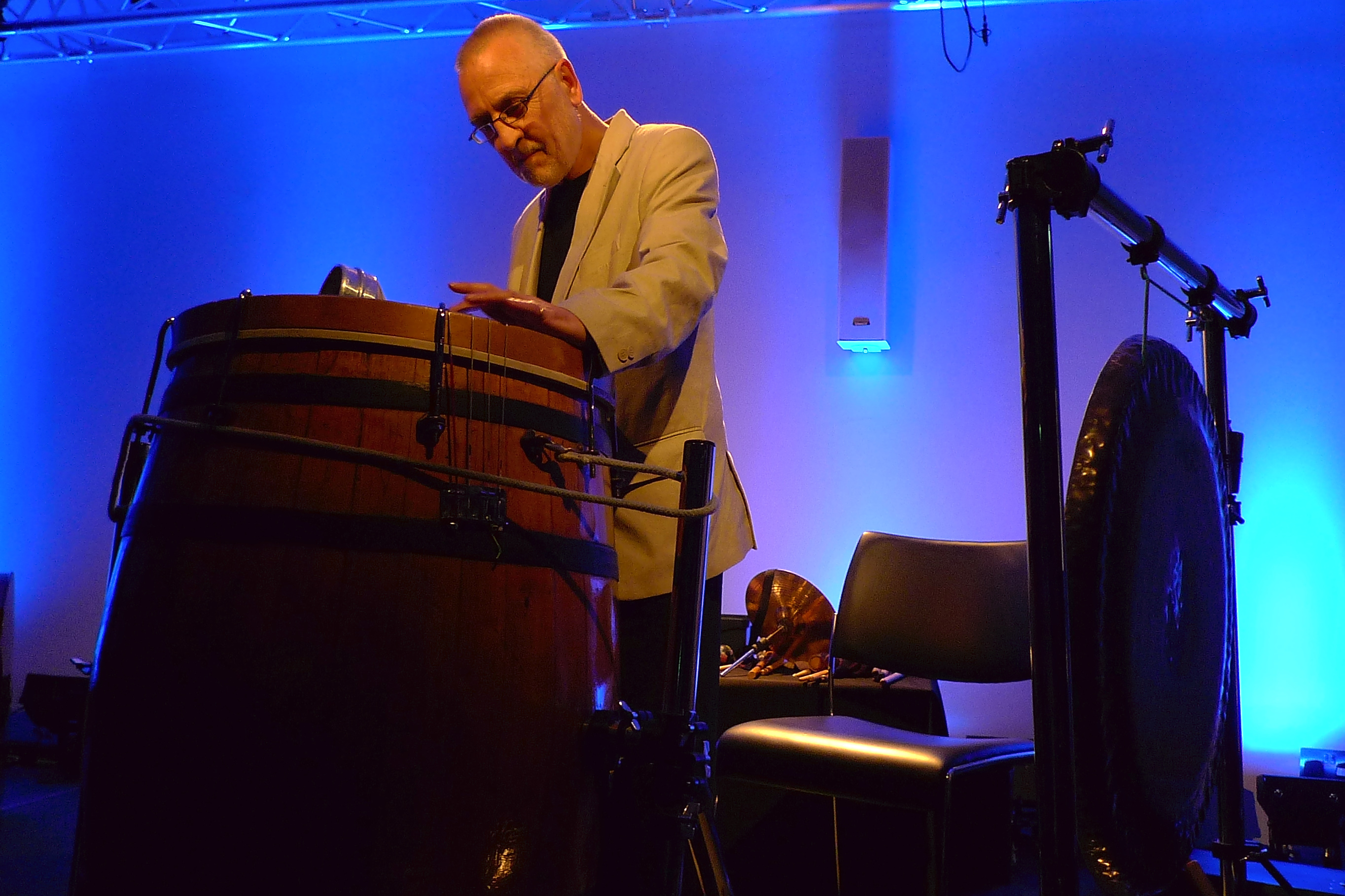
Eddie Prévost (2010)

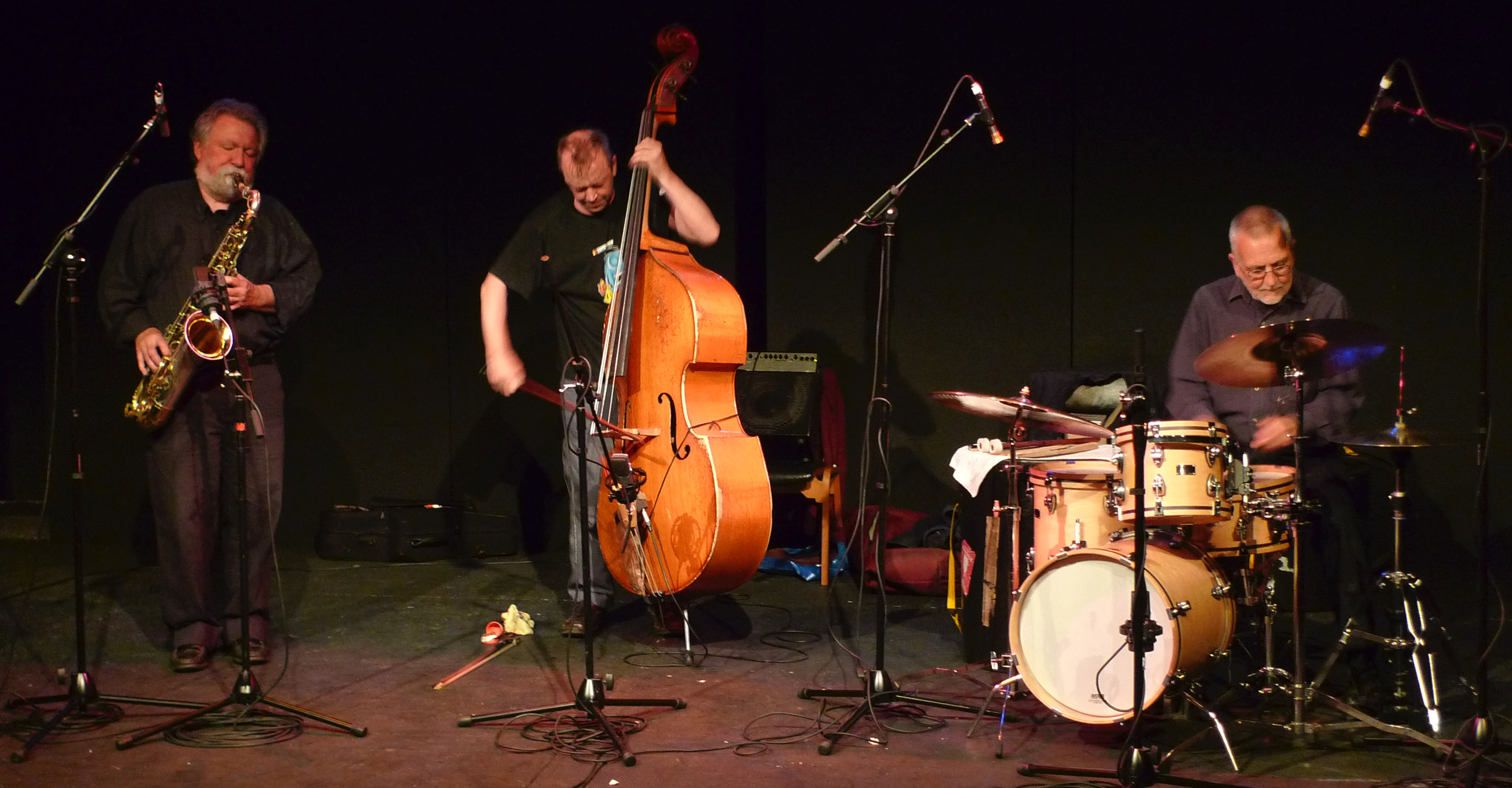
Eddie Prévost mit Evan Parker (links) und John Edwards (2011)

Edwin „Eddie“ Prévost (* 22. Juni 1942 in Hitchin, England) ist ein britischer Schlagzeuger der freien Jazz-/Improvisationsszene und Theoretiker der Neuen Improvisationsmusik.
Als Heranwachsender spielte Prévost Traditional Jazz; später arbeitete er in Hardbop-orientierten Bands. 1965 war er gemeinsam mit Lou Gare und Keith Rowe Gründer des wichtigen Improvisationsensembles AMM, er bildet bis heute den beständigen Kern der Gruppe. Seit den frühen 1970ern hat Prévost aber auch in Free-Jazz-Bands gespielt, u. a. mit Larry Stabbins, Veryan Weston und Marcio Mattos. Gemeinsam mit Parker, Rowe und Barry Guy bildete er das Projekt Supersession. Prévost ist auch Mitglied von Experimental Audio Research. Als Drummer ist Prévost von Max Roach und Ed Blackwell beeinflusst. Musikalische Inspiration bezieht er aus den Werken von Sun Ra, David Tudor und japanischem Gagaku.

## Diskographie (Auswahl)
- 1986: Kuniyoshi-Kuhn . Mattos . Prevost – Handscapes (Leo Records)
- 1987: Organum / Eddie Prévost – Crux / Flayed (Silent)
- 1988: Evan Parker / Keith Rowe / Barry Guy / Eddie Prévost – Supersession (Matchless Recordings)
- 1993: Eddie Prévost & Jim O’Rourke – Third Straight Day Made Public (Complacency)
- 1994: Marilyn Crispell / Eddie Prévost – Band On The Wall (Matchless Recordings)
- 1996: Eddie Prévost – Loci of Change (Matchless Recordings)
- 1997: Evan Parker & Eddie Prévost – Most Materiall (Matchless Recordings)
- 1999: John Wolf Brennan / Simon Picard / Eddie Prévost – En·Tropo·Logy (For 4 Ears)
- 2001: Mattin, Rosy Parlane, Eddie Prévost – Sakada (W.M.O./r)
- 2001: Derek Bailey & Eddie Prévost – 0Re (Arrival Records)
- 2001: Jim O’Rourke / Michael Prime / Eddie Prévost – Alpha Lemur Echo Two (Mycophile Records)
- 2001: Eddie Prévost – Material Consequences (Matchless Recordings)
- 2003: Evan Parker / Philipp Wachsmann / Hugh Davies / Eddie Prévost – 888 (FMR Records)
- 2004: Evan Parker / Eddie Prévost – Imponderable Evidence (Matchless Recordings)
- 2004: John Tilbury & Eddie Prévost – Discrete Moments (Matchless Recordings)
- 2005: John Butcher & Eddie Prévost – Interworks (Matchless Recordings)
- 2005: Coxon / Prevost / Wales – Acoustic Trio (Treader)
- 2006: Eddie Prévost – Entelechy (Matchless Recordings)
- 2006: Eddie Prévost / Alan Wilkinson – So Are We, So Are We (Matchless Recordings)
- 2006: Alan Wilkinson +++ Eddie Prévost +++ Joe Williamson – Along Came Joe (Matchless Recordings)
- 2008: Seymour Wright / Eddie Prévost – Gamut (Matchless Recordings)
- 2008: Alexander von Schlippenbach & Eddie Prévost – Blackheath (Matchless Recordings)
- 2009: Alan Courtis / Bruce Russell / Eddie Prévost / Mattin – The Sakada Sessions (Azul Discográfica)
- 2011: Jennifer Allum / Eddie Prévost – Penumbræ (Matchless Recordings)
- 2012:  Evan Parker / John Edwards / Eddie Prévost All Told: Meetings With Remarkable Saxophonists. Volume 1 (Matchless Recordings)
- 2012: John Butcher/Guillaume Viltard/Eddie Prévost Meetings with Remarkable Saxophonists. Volume 2 (Matchless Recordings)
- 2012: Jason Yarde / Oli Hayhurst / Eddie Prévost Meetings with Remarkable Saxophonists. Volume 3 (Matchless Recordings)
- 2016: Christian Wolff / Eddie Prévost Uncertain Outcomes (Matchless Recordings)
- 2022: Eddie Prevost: Collider: Or, Whose Drum is it, Anyway? (Matchless)